# Ridderorden in Bosnië en Herzegovina
De eerste ridderorde die in Bosnië en Herzegovina actief was, was een ridderlijke orde, de Orde van de Draak. Bij deze ridderorde hebben zich in het begin van de 15e eeuw veel edelen aangesloten in een vergeefse poging om Hongarije, Servië en Bosnië te verdedigen tegen de oprukkende Turken.
Bosnië verloor eeuwenlang haar zelfstandigheid en werd een Turkse, en later een Oostenrijkse provincie.Het verdrag van Sèvres maakte de provincies deel van Koninkrijk Joegoslavië.
Tijdens de Tweede Wereldoorlog bevorderden de Duitse bezetters het Kroatische nationalisme en de antisemitische en fascistische Bosnische Ustaše onder leiding van President Ante Pavelic van de Onafhankelijke Staat Kroatië vestigde ook in Bosnië een schrikbewind. Zij stelden een aantal ridderorden in. Zie: Lijst van Ridderorden van Kroatië
In 1945 werd Bosnië deel van de Volksrepubliek Joegoslavië.
Het uiteenvallen van deze federatieve staat deed een nieuwe Republiek Bosnië en Herzegovina ontstaan.
Het Verdrag van Dayton deelt Bosnië en Herzegovina op in twee entiteiten, namelijk de Federatie van Bosnië en Herzegovina en de Servische Republiek. Daarnaast is er nog een federaal district, genaamd Brčko, dat tot beide entiteiten behoort.
De Bosnische regering stelde een groot aantal onderscheidingen in waaronder elf ridderorden.
- De Orde van de Gouden Lelie (Orden zlatnog Ijijana) (1994)
- De Orde van de Vrijheid (Orden Slobode) (1994)
- De Orde van de Held van de Bevrijdingsoorlog (Orden Heroja Oslobodilackog rata) (1994)
- De Orde van de Vrede (Orden mira) (1994)
- De Orde van de Republiek (Orden Republike) (1994)
- De Orde van de Bevrijding (Orden oslobodenja) (1994)
- De Orde van de Gouden Wapen met de Zwaarden (Orden slatnog grba s macevima) (1994)
- De Orde van Militaire Verdienste (Bosnië-Herzegovina) (Orden za vojne zasluge) (1994)
- De Orde van de Kulin Ban (Orden Kulini bana) (1994)
- De Orde van de Draak van Bosnië (Orden Zmaja od Bosne) (1994)
- De Orde van het Bosnische Wapen (Orden bosanskog grba) (1994)